# 22148 Francislee
22148 Francislee este un asteroid din centura principală de asteroizi.

## Descriere
22148 Francislee este un asteroid din centura principală de asteroizi. A fost descoperit pe 21 noiembrie 2000 la Socorro, New Mexico, în cadrul proiectului LINEAR. Asteroidul prezintă o orbită caracterizată de o semiaxă mare de 2,72 ua, o excentricitate de 0,08 și o înclinație de 6,3° în raport cu ecliptica.